# Pista del Club Atlético Huracán
La Pista del Club Atlético Huracán, (en castellà Cancha del Club Atlético Huracán o Pista del Club Atlético Huracán), és l'estadi de l'equip d'hoquei patins del Club Atlético Huracán, originari de la ciutat argentina de Buenos Aires.
El juliol de 2008, amb motiu del centenari del club, s'hi celebrà la segona edició de la Copa Amèrica d'hoquei patins en categoria masculina.